# Pholidota pectinata
Pholidota pectinata är en orkidéart som beskrevs av Oakes Ames. Pholidota pectinata ingår i släktet Pholidota och familjen orkidéer. Inga underarter finns listade i Catalogue of Life.